# Stockbridge (Hampshire)
Pour les articles homonymes, voir Stockbridge.
Stockbridge est une ville britannique et une paroisse civile située dans le district de Test Valley, dans l'est du comté du Hampshire, en Angleterre.
Elle est traversée par la rivière Test et se trouve à 105 km au sud-ouest de Londres. Elle compte 757 habitants, pour une superficie de 5,35 km2.

## Histoire